# Moja Ostrołęka
Moja Ostrołęka – lokalny portal internetowy założony w 2003 roku. Swoim zasięgiem obejmuje Ostrołękę oraz okolicę w promieniu około 50 km, w tym powiat ostrołęcki i Kurpiowszczyznę.
Od marca 2024 roku raz w miesięcu ukazuje się również bezpłatne wydanie papierowe.

## Historia
„Moją Ostrołękę” założył Maciej Kleczkowski. Witryna została uruchomiona 7 lutego 2003 r. i miała charakter niekomercyjny. Przez kilka lat przy rozwoju witryny pracowali hobbyści. Powstały kolejne podserwisy, m.in. dział ogłoszeń drobnych, forum dyskusyjne oraz całkowicie nowa strona główna z możliwością komentowania artykułów.
Komercyjny charakter lokalny portal zyskał w styczniu 2007 roku, gdy prawa do domeny zostały przekazane Krzysztofowi Chojnowskiemu. Serwis stał się częścią prowadzonej przez niego działalności gospodarczej, a w witrynie zaczęły pojawiać się komercyjne reklamy. W 2009 roku otwarto siedzibę redakcji (wcześniej redakcja pracowała ze swoich domów) i zatrudniono pierwszych stałych pracowników. Serwis wciąż się rozwijał, w redakcji znalazły pracę osoby wcześniej związane z lokalną stacją radiową oraz gazetami. Powstały kolejne podserwisy, m.in. randkowy, sportowy oraz spis lokali gastronomicznych.
3 grudnia 2010 roku „Moja Ostrołęka” została zarejestrowana w Sądzie Okręgowym w Ostrołęce jako tytuł prasowy i stała się dziennikiem internetowym. Redaktorem naczelnym został Krzysztof Chojnowski.

### Akcje i plebiscyty
W grudniu 2017 roku na oknie siedziby redakcji zamontowany został pierwszy w Ostrołęce czujnik smogu z danymi na żywo. Urządzenie zostało sfinansowane ze środków Pracowni na Rzecz Wszystkich Istot. Wkrótce potem w mieście i regionie pojawiły się czujniki innych producentów.
Redakcja prowadzi cyklicznie plebiscyt „Sportowiec Roku w Ostrołęce i regionie”, w którym nagradzani są najlepsi zawodnicy i zawodniczki z lokalnych klubów.

### Nagrody
Redakcja stworzyła narzędzie, które wyświetla dane z czujników na żywo w ujednoliconej skali  EAQI. 2 marca 2022 r. serwis o smogu zyskał uznanie jury I edycji konkursu Local e-Journalism Awards 2021, a redakcja Mojej Ostrołęki otrzymała nagrodę specjalną Local Creative Award za innowacje.
W marcu 2023 roku redakcja Mojej Ostrołęki została laureatem przyznawanych przez Związek Kurpiów nagród Kurpiki. Moja Ostrołęka otrzymała Kurpika 2022 w kategorii promowanie regionu.
Wiosną 2024 roku "Moja Ostrołęka" otrzymała nagrodę Local Creative Award za wykorzystanie sztucznej inteligencji do moderowania komentarzy zamieszczanych na portalu.

### Współpraca z mediami ogólnopolskimi
Jesienią 2011 roku redakcja „Mojej Ostrołęki”, współpracując z TVN24, doprowadziła do ujawnienia skandalu w polskiej policji. Mundurowi, po hucznej zabawie z okazji dorocznego święta, rozwozili swoich kolegów do domów służbowymi radiowozami. W wyniku afery stanowisko stracił ówczesny szef ostrołęckiej policji Janusz Pawelczyk.
W 2012 roku dziennikarze „Mojej Ostrołęki” ujawnili skandal w ostrołęckim ratuszu. Ówczesny doradca prezydenta miasta Janusz Pawelczyk skopiował 50-stronicowy dokument powstały na potrzeby Koszalina i przedstawił go ostrołęckim radnym, jako swój projekt. Sprawą zainteresowali się reporterzy ogólnopolskiej stacji TTV.
W 2018 roku, tuż przed wyborami samorządowymi, na łamach Tygodnika Powszechnego, ukazał się artykuł o braku emisji filmu „Kler” w Ostrołęce i politycznych powiązaniach miejskich władz z lokalnym duchowieństwem. W publikacji zawarto szerokie fragmenty wypowiedzi redaktora naczelnego Krzysztofa Chojnowskiego.
Od 8 września 2020 roku redakcja „Mojej Ostrołęki” relacjonowała prowadzone przez Centralne Biuro Antykorupcyjne zatrzymania w Ostrołęce. Dzień później, 9 września 2020 r. redaktor naczelny Krzysztof Chojnowski był gościem na antenie TVN24. W paśmie popołudniowym „Fakty po południu” na antenie TVN24 wyemitowano materiał Mateusza Kudły, w którym zawarto wypowiedź Krzysztofa Chojnowskiego.
- Wygląda to z zewnątrz na układ polityczno-biznesowy, który mam nadzieję dzięki wczorajszej akcji zaczął trochę topnieć – powiedział przed kamerą TVN24 Krzysztof Chojnowski.
Kolejną wypowiedź, w podobnym tonie, wyemitowano w głównym wydaniu „Faktów” na antenie TVN w materiale przygotowanym przez Dariusza Prosieckiego.
W październiku 2020 r. Komenda Miejska Policji w Ostrołęce opublikowała film profilaktyczny z udziałem sprawców, uczestników oraz rodzin wypadków drogowych ze skutkiem śmiertelnym, do których doszło w ostatnich latach na drogach Ostrołęki i powiatu ostrołęckiego. W filmie zatytułowanym „Wyjątkowo spokojny dzień” oprócz materiałów policyjnych, wykorzystano zdjęcia reporterów serwisu, a lokalny portal „Moja Ostrołęka” został partnerem kampanii.
Redaktor naczelny Krzysztof Chojnowski został zaproszony w lutym 2021 r. do programu „Sprawy dla reportera”, emitowanego na antenie TVP1. Jednym z tematów poruszanych w odcinku wyemitowanym 25 lutego 2021 r. był konflikt mieszkańców wsi Gnaty z właścicielką przytuliska dla psów.
- „Moja Ostrołęka” badała tę sprawę przede mną, zanim ja tam przyjechałam i zobaczyłam naprawdę zaogniony konflikt – mówiła prowadząca „Sprawę dla reportera” Elżbieta Jaworowicz.
- Nie ma żadnej wątpliwości co do tego, że psy z przytuliska uciekają i chodzą po wsi. Przyznała to sama Pani Magdalena w wypowiedzi dla naszego portalu – podkreślał Krzysztof Chojnowski.
Do sprawy nieudanej budowy nowej elektrowni węglowej w Ostrołęce media ogólnopolskie powróciły w marcu 2021 r., gdy ruszyła rozbiórka chłodni kominowej oraz wysokich pylonów. Przed kamerą TVN24 Krzysztof Chojnowski mówił o braku przejrzystości w sprawie rzeczywistego kosztu budowy nowej elektrowni węglowej w Ostrołęce. Reportaże na ten sam temat wyemitowano także w głównym wydaniu Faktów TVN oraz Faktów po południu 11 marca 2021 r.
W wypowiedzi dla serwisu InnPoland.pl Krzysztof Chojnowski poruszył problem wzrostu cen za wynajem mieszkań w Ostrołęce, gdy trwała budowa bloku węglowego.
- Elektrownia nie powstała i tak naprawdę, oprócz emocjonujących komentarzy i dodatkowej pracy dla urzędników, którzy wydawali decyzje administracyjne związane z jej budową, przeciętny człowiek odczuł tylko jedną zmianę: wzrost cen wynajmu mieszkań. Budowa elektrowni uniemożliwiła wielu rodzinom wysłanie dzieci do szkół średnich w Ostrołęce. A młodym małżeństwom wspólne zamieszkanie i nowy start w życiu. Od lat panuje u nas trend, że młodzież szkolna z małych miejscowości oddalonych o kilkadziesiąt kilometrów od Ostrołęki nocuje w wynajętych mieszkaniach w mieście, a do rodzinnego domu wraca tylko na święta i weekendy. Rodzicom nie opłaca się dowozić dzieci każdego dnia do miasta, co zajmuje około godziny w jedną stronę. W okresie, o którym mówimy, wynajęcie mieszkania graniczyło jednak z cudem – powiedział Krzysztof Chojnowski.